# Валтер Герлах
Валтер Герлах (на немски: Walter Gerlach) е германски физик.

## Биография
Роден е на 1 август 1889 г. в Бибрих, днес част от агломерацията Висбаден. Следва в Тюбингенския университет, където се дипломира през 1912 г., а през 1916 г. се хабилитира. От 1917 г. е частен доцент в Гьотингенския университет „Георг-Август“, през 1921 г. става професор във Университета „Йохан Волфганг Гьоте“ във Франкфурт на Майн, а през 1924 г. – професор в Тюбинген. Заедно с Ото Щерн работят в областта на магнитните свойства на атома. От 1929 г. завежда катедрата по експериментална физика в Мюнхенския университет „Лудвиг Максимилиан“.
През 1940 г. е избран за член на Академия „Леополдина“. През 1957 г. става президент на Германското физично дружество.
През 1970 г. Валтер Герлах е награден с Федерален кръст за заслуги към федерална република Германия.
Умира на 10 август 1979 г. в Мюнхен.